# Coma White
«Coma White» — промо-сингл з третього студійного альбому гурту Marilyn Manson Mechanical Animals. У розпалі суперечок з приводу бійні у школі Колумбайн на пісню зняли відео, яке також стало своєрідною прелюдією до наступної платівки Менсона Holy Wood (In the Shadow of the Valley of Death). Кліп спричинив серйозну розбіжність у думках та став дуже популярним серед глядачів MTV. «Coma White» вважається улюбленою піснею фанів та одним з найбільш позитивно оцінених критиками треків з одного з найуспішніших альбомів гурту.

## Інформація про пісню
Розповідаючи про «Coma White» та «Great Big White World» газеті Los Angeles Times, Менсон заявив: «Білий колір означає багато речей. Він ніби символізує заціпеніння, яке я відчував. Це заціпеніння проявляється у наркотиках…в усіх людях, які хотіли висмоктати з мене життя, після того, як я став рок-зіркою».
Існує припущення, що пісня «описує дівчину, яку кохав Менсон, і він порвінює її з наркотиком, тому співак не впевнений знаходиться він під дією наротиків чи кохання». Спочатку гурт та Interscope Records планували зробити трек четвертим, останнім синглом з альбому Mechanical Animals, проте його випуск і ротацію на радіо скасували через загибель Джона Ф. Кеннеді-молодшого, батька якого зобразили у відеокліпі «Coma White». Усі вироблені копії знищили. Колекціонери наразі не знайшли жодного екземпляру. Ймовірно, 4-трековий бонус-диск обмеженого видання концертного альбому The Last Tour on Earth з двома версіями «Coma White» (альбомна й акустична) та двома кавер-версіями і є матеріалом з невипущеного окремку. Пісня також входить до японської версії компіляції Lest We Forget: The Best Of.

## Відеокліп
Режисер: Семюель Беєр. Прем'єра кліпу відбулась на каналі MTV 13 вересня 1999 р. Відео містить відтворення вбивства Джона Кеннеді 1963 р., яке спричинило суперечку. Менсон зіграв роль Джона Кеннеді, а його тодішня дівчина Роуз Макґавен — першу леді Жаклін Кеннеді.
Режисер заявив, що у відеокліпі відсутня кров. «Ми не вважали за необхідне по-справжньому зобразити вбивство». У відео також знявся актор Меттью Макґрорі, який відомий завдяки своєму зросту (2,29 м).

## Суперечка
Випуск відео утруднили дві одночасні події: бійня у школі Колумбайн та смерть Джона Ф. Кеннеді-молодшого.
У зверненні, яке опублікував його прес-аґент, Менсон заявив, що зображення вбивства Кеннеді — «метафора американської одержимості та поклоніння насиллю. Моя заява завжди призначалася для того, щоб змусити людей замислитися над тим, як вони розглядають ці події та беруть у них участь». Відеокліп «у жодному разі не є кепкуванням. Насправді це віддання належної шани таким людям як Ісус Христос та Джон Ф. Кеннеді, які померли від рук неутамованої жаги людства до насилля».
Ведучий Total Request Live на MTV Карсон Дейлі прочитав спеціальну заяву перед прем'єрою відео. Пізніше інформацію щодо концепції Менсона оприлюднили на сайті телеканалу та кілька разів випустили в етер. Кліп на «Coma White» став одним з найпопулярніших на MTV. Представники родини Кеннеді відмовилися від коментарів щодо відео.
Сценарій кліпу не має жодного відношення до слів пісні. Натомість він передвістив деякі теми наступної платівки Holy Wood (In the Shadow of the Valley of Death), на якій також присутня композиція «Coma Black».

## Список пісень
Американський промо-сингл
1. «Coma White» (Radio Edit) — 4:19